# Аквафор

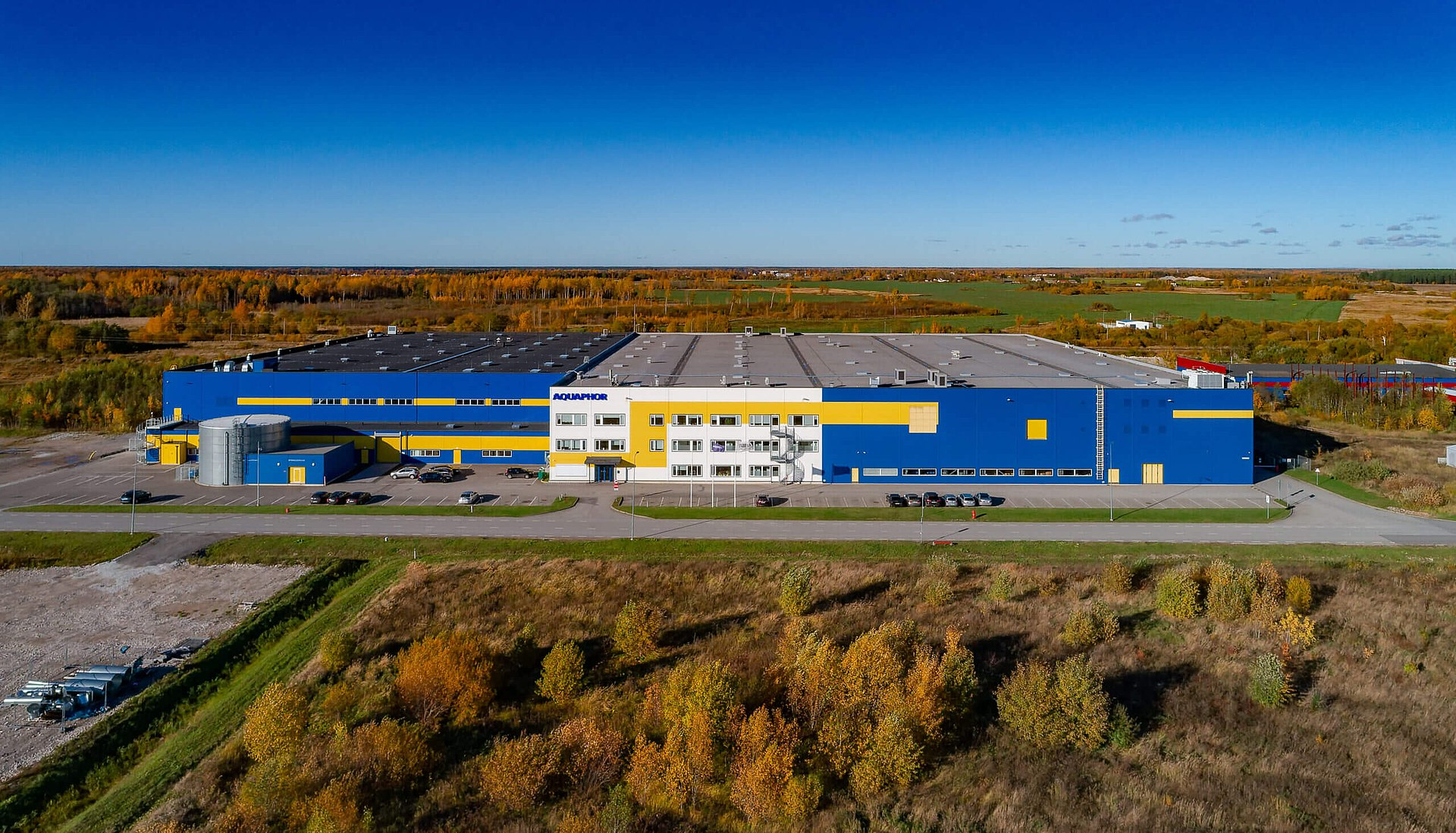
Нарвська фабрика

Aquaphor International OÜ – компанія виробник систем фільтрації води, яка зареєстрована в Естонії у 2006 році, уродженцем міста Ленінград, Джозефом (народженим Йосипом) Шмідтом, якій у 1992 році заснував аналогічну компанію Аквафор у м. Санкт-Петербург. 
Комерційні фільтри широко використовуються в промисловості, сільському господарстві та медицині. Науково-дослідницькі, виробничі та маркетингові потужності розташовані в Європі, Ізраїлі, Китаї та Сполучених Штатах.
Aquaphor International OÜ було засновано в 2006 році як компанію, що займається вирішенням проблем питної води в країнах, що розвиваються. Загальна площа повністю обладнаних виробничих майданчиків складає 53 000 м2: 51 000 м2 з них знаходяться в Естонії та 2000 м² в Ізраїлі. Перша естонська фабрика була заснована в Сілламяе в 2012 році, де виробляються невеликі водоочисники. Ще один завод був побудований в 2014 році в Нарві, де виробляються різні системи для домашнього та професійного використання. На ринку України продукція бренду AQUAPHOR реалізується з жовтня 2007 року. Офіційний представник в Україні з 2007 по 2014 рік – ТОВ Аквафор-Центр. З 2014 року офіційний представник - компанія ТОВ Аквафор-Вест.  
AQUAPHOR Professional (APRO) Суббренд Aquaphor International OU, який розробляє, виробляє та обслуговує системи очищення води на основі RO мембран для промислового застосування. Система опріснення AQUAPHOR Professional постачає Remontowa Shipyards, найбільшу судноверф у Польщі, прісною водою для проектування, переобладнання та ремонту до 200 суден щодня.

## Продукти
Асортимент продукції складається з фільтрів-глечиків для води, фільтрів-насадок на кран, проточних систем фільтрації, фільтрів попередньої очистки води,  систем очистки води для всього будинку, пом’якшувачів води, систем RO (зворотного осмосу) та систем UF (ультрафільтрації) для житлового та комерційного використання.

## Виробничі майданчики в Естонії
- Завод у Сілламяе 2012: відкриття першої черги будівництва заводу в Сілламяе площею 7000 м2[9].
- Нарвський завод 2015: відкриття першої черги будівництва заводу в Нарві площею 16 500 м2[10].
- Завод у Сілламяе 2019: відкриття другої черги будівництва заводу в Сілламяе площею 16 310 м2[11].
- Нарвський завод 2022: відкриття другої черги будівництва заводу в Нарві площею 11 000 м2. Нова лінія забезпечує серійне виробництво мембранних систем водопідготовки та опріснення води, призначених для промисловості, сільського господарства, медицини чи державної служби[12].
- Поточні інвестиції до 2025 року: Міністерство економіки та комунікацій, Aquaphor International OÜ, уряд міста Нарва, уряд міста Нарва-Йоесуу[13] та Фонд розвитку промислових зон Іда-Вірумаа підписали меморандум про взаєморозуміння щодо будівництва великої повністю роботизованої системи очищення води. виробничий завод у Нарві до 2025 року. Вплив на регіон дорівнює інвестиціям у 200 мільйонів євро, які дозволять створити завод площею 110 000 м² і близько 700 нових робочих місць у цьому регіоні[14].

## Зовнішні посилання
- У Нарву прийде завод водоочисного обладнання вартістю 200 млн» err news, 23 квітня 2021
- Президент Кальюлайд відвідала завод виробника фільтрів для води «Аквафор», листоноша, 29 серпня 2018 р.
- Президент компанії Aquaphor Джозеф Л. Шмідт організував екскурсію новим заводом у Нарві для президента Тоомаса Хендріка Ільвеса та його супроводу». листоноша, 16 грудня 2014 р.